# Neofit Rilski
Neofit Rilski (en bulgare: Неофит Рилски) ou Neophyte de Rila (Bansko, 1793 - 4 janvier 1881), né Nikola Poppetrov Benin (en bulgare: Никола Поппетров Бенин) est un moine bulgare du XIXe siècle et une figure importante de la Renaissance nationale bulgare.

## Biographie
Il est né dans la ville de Bansko (au sud-ouest de la Bulgarie) ou peut-être dans le village de Guliyna Banya. Éduqué pour devenir enseignant, d'abord par son père Petar, et plus tard au monastère de Rila où il a étudié l'art des icônes et a eu accès à des livres en grec et en slavon d'église. Il vient à Melnik en 1822 où il passe quatre années à étudier sous la direction du professeur Adam, perfectionnant sa connaissance de la langue et de la littérature grecques.
Il travaille d'abord comme enseignant au monastère de Rila, et passe également du temps à travailler à Samokov entre 1827 et 1831, puis revient au monastère. Il se rend ensuite à Gabrovo et Koprivchtitsa entre 1835 et 1839 puis revient comme enseignant au monastère, avant de rejoindre l'école théologique de l'île de Halki, où il passe quatre ans et demi avant de revenir, en 1852, au monastère de Rila. Il passe la majeure partie du reste de sa vie à Rila et est à partir de 1860 l'higoumène du monastère. Il reste à Rila en dépit de propositions plus élevées dans la hiérarchie orthodoxe, comme devenir évêque ou recteur du futur monastère de Tarnovo.
En 1835, Neofit termine sa Bolgarska gramatika, le premier livre de grammaire de la langue bulgare moderne. Ses autres livres sont entre autres Tablitsi vzaimouchitelni et en 1852 le dictionnaire grec-slave Slovar greko-slavyanskiy.
Neofit Rilski a fait la première traduction populaire complète de la Bible en langue bulgare moderne (et non un mélange entre du slavon d'église et des éléments vernaculaires), commandé, édité et distribué par le missionnaire américain Elias Riggs.
Neofit Rilski considérait le vieux slavon d'église comme un synonyme du vieux bulgare et a essayé d'unifier les dialectes bulgares de l'est et de l'ouest.
Neofit Rilski est mort au monastère de Rila le 4 janvier 1881.
Le pic Neofit sur l'Île Smith (Shetland du Sud) est nommé en l'honneur de Neofit Rilski.

## Sources et références
- Olesch, R. (ed.): Neofit Rilski, Bolgarska grammatika. Kragujevac 1835. Tablici Bukarest 1848. Unveränderter Nachdruck mit einer Einleitung herausgegeben von Reinhold Olesch (Slavistische Forschungen, Bd. 41). Köln-Wien: Böhlau 1989. (sample pages)
- Georgi Genov, American Elias Riggs and his contribution to the Bulgarian National Revival, Historical Archives. Sofia, Issue 9-10, November 2000 - May 2001. (en bulgare)
- Balazs Trencsenyi, Michal Kopecek, Discourses of collective identity in Central and Southeast Europe (1770-1945), CEU Press, p. 248